# Land-grant-universitet
Et land-grant-universitet (engelsk: land-grant university, land-grant college eller land-grant institution) er en institution for videregående uddannelse i USA, der er udpeget af en delstat til at modtage tilskud i henhold til lovgivningen i Morrill Acts fra 1862 og 1890.
Den første Morrill Act, der blev underskrevet af Abraham Lincoln i 1862, gjorde det muligt at at finansiere uddannelsesinstitutioner ved at tildele føderalt kontrolleret jord til delstaterne, som de så kunne sælge for at skaffe midler til at etablere og indrette "land-grant"-universiteter. Disse institutioners formål som fastsat i loven fra 1862 er at fokusere på undervisning i praktisk landbrug, videnskab, militærvidenskab og ingeniørvidenskab — dog "uden at udelukke andre videnskabelige og klassiske studier" — som et svar på den industrielle revolution og de skiftende sociale klasser. Dette formål stod i kontrast til den historiske praksis med videregående uddannelser, der koncentrerede sig om de frie kunster. En ændring af loven i 1994 gav "land-grant"-status til flere stammekontrollerede skoler og universiteter.
De fleste land-grant-universiteter er i dag store offentlige universiteter, som tilbyder et komplet spektrum af uddannelsesmuligheder. Nogle land-grant-universiteter er dog private, herunder Cornell University, Massachusetts Institute of Technology (MIT) og Tuskegee University.

## Historie
Ideen med offentligt finansierede landbrugs- og tekniske uddannelsesinstitutioner fik først national opmærksomhed i USA gennem Jonathan Baldwin Turners indsats i slutningen af 1840'erne. Det første land-grant lovforslag blev fremsat i Kongressen af repræsentant Justin Smith Morrill fra Vermont i 1857. Lovforslaget blev vedtaget i 1859, men præsident James Buchanan nedlagde veto mod det. Morrill genfremsatte sit lovforslag i 1861, og præsident Abraham Lincoln underskrev Morrill Act og gjorde den til lov i 1862. Loven gav hver delstat og hvert territorium 30.000 acres (121 km2) pr. medlem af Kongressen til brug for etablering af et "land grant"-universitet. Over 17 millioner acres (ca. 69.000 km2) blev tildelt gennem den føderale land-grant-lov. Nyere forskning har vist, at mange af disse føderale offentlige arealer var blevet taget fra de oprindelige folk gennem traktater og jordoverdragelser, ofte tvunget gennem vold og trusler.
Efter vedtagelsen af den føderale land-grant lov i 1862 var Iowa den første delstat, der accepterede bestemmelserne i Morrill Act 11. september 1862.. Iowa udpegede efterfølgende State Agricultural College (nu Iowa State University) som land-grant universitet 29. marts 1864. Den første land-grant institution, der faktisk blev oprettet i henhold til loven, var Kansas State University, som blev oprettet den 16. februar 1863 og åbnede den 2. september 1863. Den ældste skole, der i øjeblikket har status som land-grant institution, er Rutgers University, som blev grundlagt i 1766 og udpeget som land-grant-univeristet i New Jersey i 1864. Den ældste skole, der nogensinde har haft land-grant-status, var Yale University (grundlagt i 1701), som blev udnævnt til Connecticuts land-grant-modtager i 1863. Denne status blev senere frataget af den lovgivende forsamling i Connecticut i 1893 efter folkeligt pres og overført til det, der senere skulle blive University of Connecticut.
Den anden Morrill Act blev vedtaget i 1890, rettet mod de tidligere konfødererede stater. Denne lov krævede, at hver delstat skulle vise, at race ikke var et optagelseskriterium, eller at de skulle udpege en særskilt land-grant institution for farvede personer. Den sidstnævnte bestemmelse virkede til at fremme segregeret uddannelse, med gav også muligheder for højere uddannelse for farvede personer, som ellers ikke ville have haft dem. Blandt de 70 colleges og universiteter, der blev oprettet på baggrund af Morrill Acts, er der flere af de nuværende historisk sorte colleges og universiteter. 1890-loven gav kontanter i stedet for jord, men gav universiteter under denne lov samme juridiske status som universiteter under 1862-loven; derfor bruges udtrykket "land-grant-universitet" korrekt for begge grupper.
Land-grant-universitetssystemet er blevet betragtet som en vigtig bidragyder til den hurtigere vækst i USA's økonomi, som førte til, at USA overhalede Storbritannien som økonomisk supermagt, ifølge forskning udført på State University of New York.